# جزيرة سف
جزيرة سِف هي جزيرة تقع في خليج جزيرة الصنوبر في بحر أموندسن، في القارة القطبية الجنوبية. يبلغ طولها 1150 قدمًا (350 مترًا) وتتكون من الجرانيت الفلسبار، ومعظمها مغطى بالجليد. أُكتشفت في فبراير 2020 بعد ذوبان نهر جزيرة الصنوبر الجليدي الذي يقع بعيدًا عن المنطقة المحيطة به، وسميت الجزيرة على اسم سِف، وهي إلهة مرتبطة بالأرض في الأساطير الإسكندنافية. من المحتمل أن تكون الجزيرة قد نشأت نتيجة ارتداد بعد جليدي، وهي عملية يخفف فيها تراجع الأنهار الجليدية الضغط على الأرض، مما يؤدي إلى ارتفاعها.